# 细茎紫菀
细茎紫菀（学名：Aster gracilicaulis）是菊科紫菀属的植物，为中国的特有植物。分布在中国大陆的甘肃等地，生长于海拔1,200米的地区。